# Bibin svijet
Bibin svijet je hrvatska adaptacija njemačke humoristične serije Ritas Welt  (Ritin svijet), koja se prikazivala od 18. travnja 2006. do 15. siječnja 2011. na kanalu RTL Televizija. Prema istraživanju ABG Plusa, Bibin svijet bila je najgledanija hrvatska humoristična serija u 2008. godini.

## Sažetak
Mala prodavaonica mješovitom robom mjesto je na kojemu rade blagajnica Biba Fruk i njezini suradnici Đurđa Hrković, Milivoj Babić, Vlado Krunčić i njihov šef Janko Piškorić. Unatoč velikomu trudu, nešto uvijek krene po zlu. Iako se Bibin život ne razlikuje od života ostalih ljudi, njezini dani puni su komičnih situacija i nevolja u koje upadne zbog svojega britkog jezika i slobodnog duha. Na kraju se sve ipak završi dobro. Serija je puna običnih ljudi koji se pronađu u neobičnim situacijama.

## Likovi
- Biserka "Biba" Fruk je glavni lik serije. Živi u stanu s mužem Martinom i djecom Darkom i Sandrom. Kod kuće uglavnom čisti i kuha, a ponekad gleda televiziju i odmara se. Na poslu radi sa svojom najboljom prijateljicom Đurđom koja je jedina razumije, ali djelomično. Često zajedno pričaju i idu jedna drugoj u goste. Piškorić ju uglavnom živcira. Prema kupcima je uglavnom sarkastična. Nema susjede, izuzev u jednoj epizodi, kada nije bila baš u dobrim odnosima s njim.

- Đurđa Hrković je Bibina najbolja prijateljica i zajedno rade u prodavaonici. S Vladom i Milivojem je u dobrim odnosima. Živjela s mamom u stanu dok ona nije otišla u starački dom. Vječni je romantičar.

- Milivoj Babić Bibin je kolega na poslu. S Bibom i Đurđom uglavnom je na sarkastičnom odnosu, ali su surađivali u epizodi kada su štrajkali. Opsjednut je ženama.

- Vlado Krunčić radi na mesnom odjelu. U dobrim je odnosima s Milivojem. S Bibom i Đurđom ima dobre odnose, ali ne komuniciraju često.

- Janko Piškorić je upravitelj prodavaonice koji vrijeme uglavnom provodi u svojem uredu, obračunava plaće, unosi red u prodavaonicu te smišlja kako poboljšati zaradu. Sa ženom je rastavljen. Iako on i Biba imaju uzburkan odnos, priznaje kako je ona njegova tiha patnja.

- Martin Fruk je Bibin muž koji radi kao automehaničar sa svojim najboljim prijateljem Goranom. Kroz seriju su ga glumila dvojica glumaca. Jako voli Bibu, sa sinom Darkom voli gledati nogomet, a na kćer Sandru je često ljut zbog njezina pubertetska ponašanja.

- Sandra Fruk je Bibina kći i najstarije dijete. Često želi naći dečke. S Darkom se često svađa jer ona želi biti glavna. Često govori kako ju roditelji sramote. Jednom prilikom nakratko je radila u prodavaonici.

- Darko Fruk je Bibin sin i najmlađe dijete. Često gleda nogomet s tatom.

## Pregled serije
| Sezona | Sezona | Epizode | Epizode | Originalno emitiranje | Originalno emitiranje |
| Sezona | Sezona | Epizode | Epizode | Premijera             | Finale                |
| ------ | ------ | ------- | ------- | --------------------- | --------------------- |
|        | 1.     | 11      | 11      | 18. travnja 2006.     | 27. lipnja 2006.      |
|        | 2.     | 20      | 20      | 5. prosinca 2006.     | 17. travnja 2007.     |
|        | 3.     | 25      | 25      | 24. travnja 2007.     | 3. ožujka 2009.       |
|        | 4.     | 16      | 16      | 18. rujna 2010.       | 15. siječnja 2011.    |

## Glumačka postava
| glumac            | lik                 | sezona         | sezona         | sezona         | sezona         | broj |
| glumac            | lik                 | 1.             | 2.             | 3.             | 4.             | broj |
| ----------------- | ------------------- | -------------- | -------------- | -------------- | -------------- | ---- |
| Ana Begić         | Biserka "Biba" Fruk | Glavna uloga   | Glavna uloga   | Glavna uloga   | Glavna uloga   | 72   |
| Janko Rakoš       | Martin Fruk         | Glavna uloga   | Glavna uloga   | Glavna uloga   |                | 56   |
| Sven Šestak       | Martin Fruk         |                |                |                | Glavna uloga   | 16   |
| Slavica Knežević  | Đurđa Hrković       | Glavna uloga   | Glavna uloga   | Glavna uloga   | Glavna uloga   | 72   |
| Željko Duvnjak    | Janko Piškorić      | Glavna uloga   | Glavna uloga   | Glavna uloga   | Glavna uloga   | 72   |
| Amar Bukvić       | Milivoj Babić       | Glavna uloga   | Glavna uloga   | Glavna uloga   | Glavna uloga   | 71   |
| Matija Jakšeković | Vlado Krunčić       | Glavna uloga   | Glavna uloga   | Glavna uloga   | Glavna uloga   | 70   |
| Duška Jurić       | Sandra Fruk         | Glavna uloga   | Glavna uloga   | Glavna uloga   | Glavna uloga   | 57   |
| Valdemar Kušan    | Darko Fruk          | Glavna uloga   | Glavna uloga   | Glavna uloga   | Glavna uloga   | 65   |
| Enes Vejzović     | Goran               | Sporedna uloga | Sporedna uloga | Sporedna uloga | Sporedna uloga | 29   |
| Goran Malus       | električar          | Sporedna uloga | Sporedna uloga | Sporedna uloga |                | 4    |
| Sanja Vejnović    | Jasna Friković      | Sporedna uloga | Sporedna uloga |                |                | 3    |
| Nail Hasanović    | Hrvoje              | Sporedna uloga | Sporedna uloga |                |                | 3    |
| Goran Grgić       | Toni Friković       | Sporedna uloga | Sporedna uloga |                |                | 2    |
| Filip Uročić      | Viktor Friković     | Sporedna uloga | Sporedna uloga |                |                | 2    |
| Srđana Šimunović  | Biba Ferk           |                | Sporedna uloga |                |                | 1    |
| Inge Appelt       | Štefica Hrković     |                | Sporedna uloga | Sporedna uloga |                | 5    |

## Vanjske poveznice
- Službena stranica (2006.) – Arhivirana inačica izvorne stranice od 25. lipnja 2006. (Wayback Machine)
- Službena stranica (2010.) – Arhivirana inačica izvorne stranice od 21. rujna 2010. (Wayback Machine)
- Bibin svijet u internetskoj bazi filmova IMDb-a